# Tux Magazine
Tux Magazine fue una revista sobre GNU/Linux estadounidense, destinada a los usuarios del escritorio de GNU/Linux, específicamente aquellos que utilizaban KDE. Su misión era ayudar a que GNU/Linux se expandiera en el mercado de escritorios.
Tux no fue una revista impresa: cada número se publicó digitalmente en formato PDF. El primer número se publicó en marzo de 2005, y le siguieron mensualmente 19 números más. El 1 de enero de 2007, el editor anunció que el número de diciembre de 2006 era el último de momento, porque era necesaria una evaluación sobre el estado financierio y otras cuestiones sobre el servicio a la comunidad de lectores. Todos los números aún están disponibles en el web de Tux Magazine.

## Diseño
Los 20 números se diseñaron con un estilo habitual para revistas impresas, pero optimizados para lectura en pantalla. La revista encajaba perfectamente en visualizaciones en formato 4:3 apaisado, y se abrían automáticamente en presentación a pantalla completa. El número de páginas por ejemplar oscilaba entre 46 y 60, y sin casi publicidad; el tamaño de los ficheros oscilaba entre 1.8 MB y 14 MB, con una media de aproximadamente 4 MB.

## Editor
TUX Fue creada por SSC Media Corporation, fundada en 1983. Otros productos de esta empresa fueron Itgarage.com, Linuxjournal.com, y la revista impresa Linux Journal (la primera revista sobre GNU/Linux).